# Apollo-Sojus-Test-Projekt

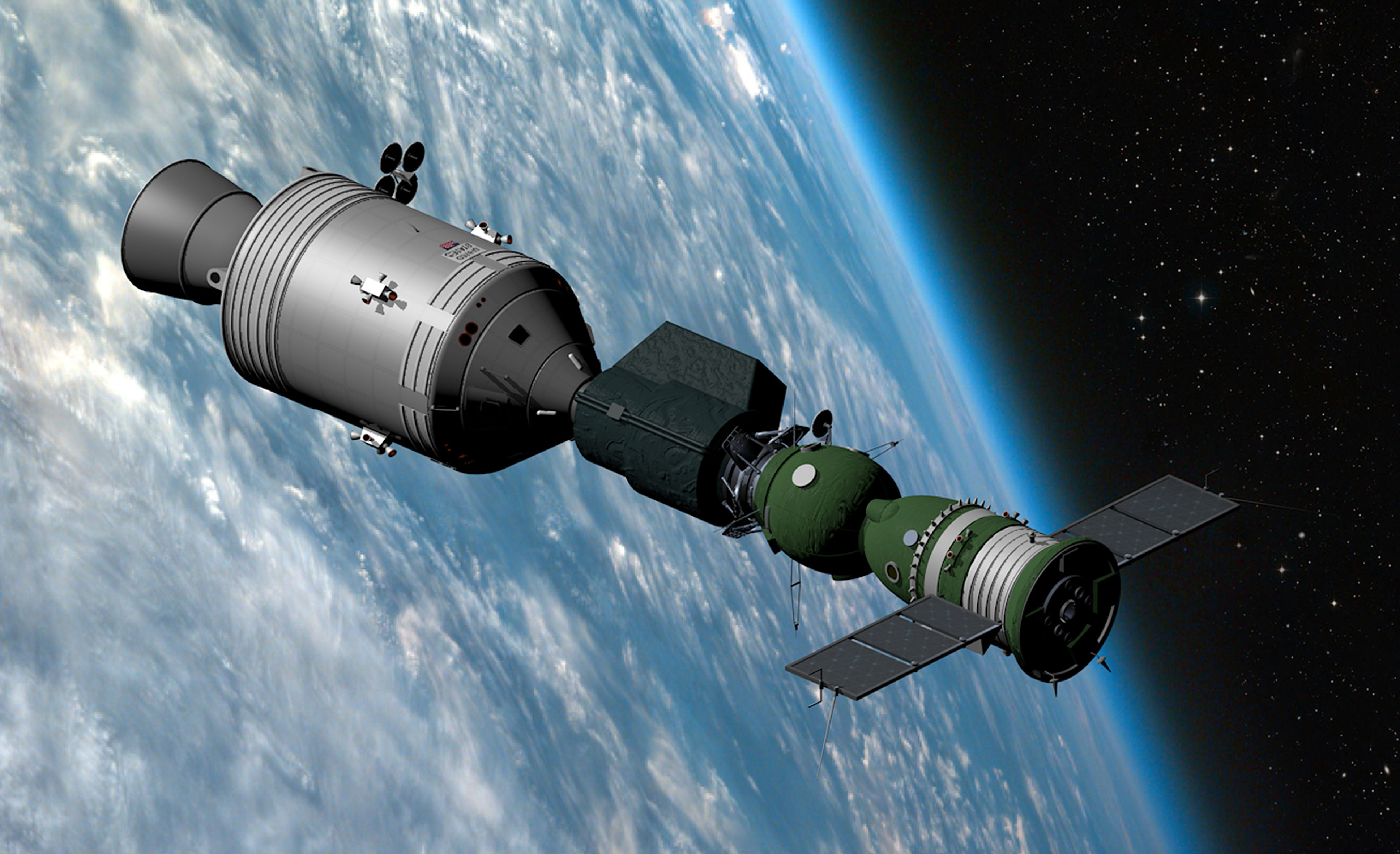
Darstellung des gelungenen Andockmanövers zwischen Apollo- und Sojusraumschiff

Das Apollo-Sojus-Test-Projekt (ASTP) war die erste US-amerikanisch-sowjetische Kooperation in der Weltraumfahrt. Ein Apollo- und ein Sojus-Raumschiff koppelten am 17. Juli 1975 in der Erdumlaufbahn aneinander an, so dass die Raumfahrer von einem Raumschiff ins andere umsteigen konnten. Die Mission stellte eine Zäsur in den bis dahin streng getrennten und im Wettbewerb stehenden Weltraumprogrammen der Supermächte dar. Die Raketentechnik war eine maßgebliche Basis des Wettrüstens geworden, und so war die friedliche Zusammenarbeit im Weltraum ein politischer Publizitätserfolg und ein pazifistisches Signal. Der am 19. Juli 1977 entdeckte Asteroid des äußeren Hauptgürtels (2228) Soyuz-Apollo wurde nach dem Projekt benannt.

## Raumschiffe und Besatzungen

### Sojus 19

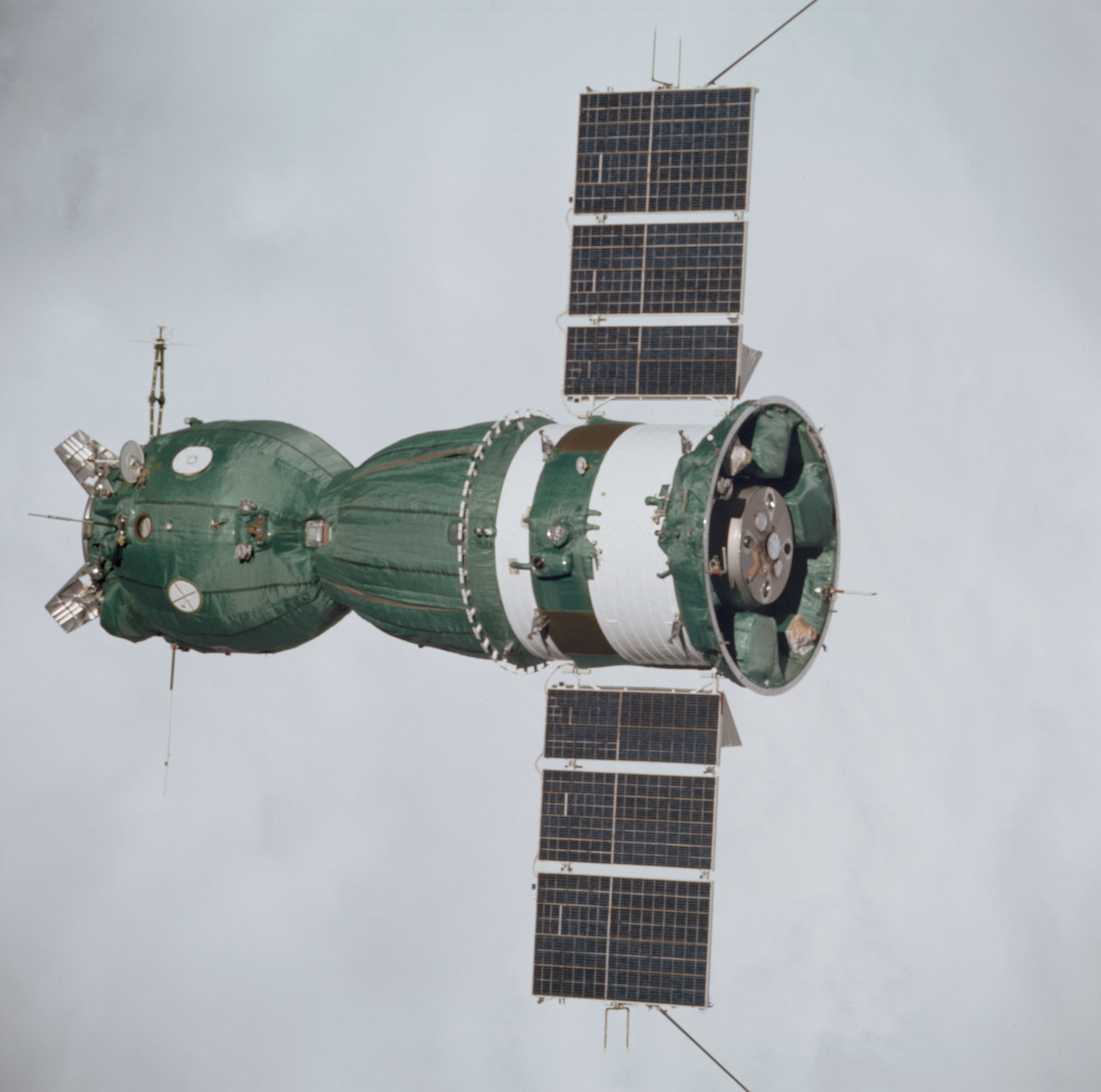
Sojus 19

Das sowjetische Raumschiff Sojus 19 wurde mit einer Sojus-U-Rakete gestartet. An Bord waren Kommandant Alexei Leonow, der mit Woschod 2 bereits Weltraumerfahrung hatte und dabei den ersten Außenbordeinsatz unternommen hatte, und Flugingenieur Waleri Kubassow, der mit Sojus 6 im All gewesen war.
Als Ersatzmannschaft standen Anatoli Filiptschenko und Nikolai Rukawischnikow bereit. Sieben Monate zuvor hatten sie mit Sojus 16 einen Testflug in der gleichen Konfiguration wie Sojus 19 geflogen.
Die Unterstützungsmannschaft bestand aus Boris Andrejew, Wladimir Dschanibekow, Alexander Iwantschenkow und Juri Romanenko. Alle vier gehörten bereits bei Sojus 16 der Ersatz- oder Unterstützungsmannschaft an.

### Apollo

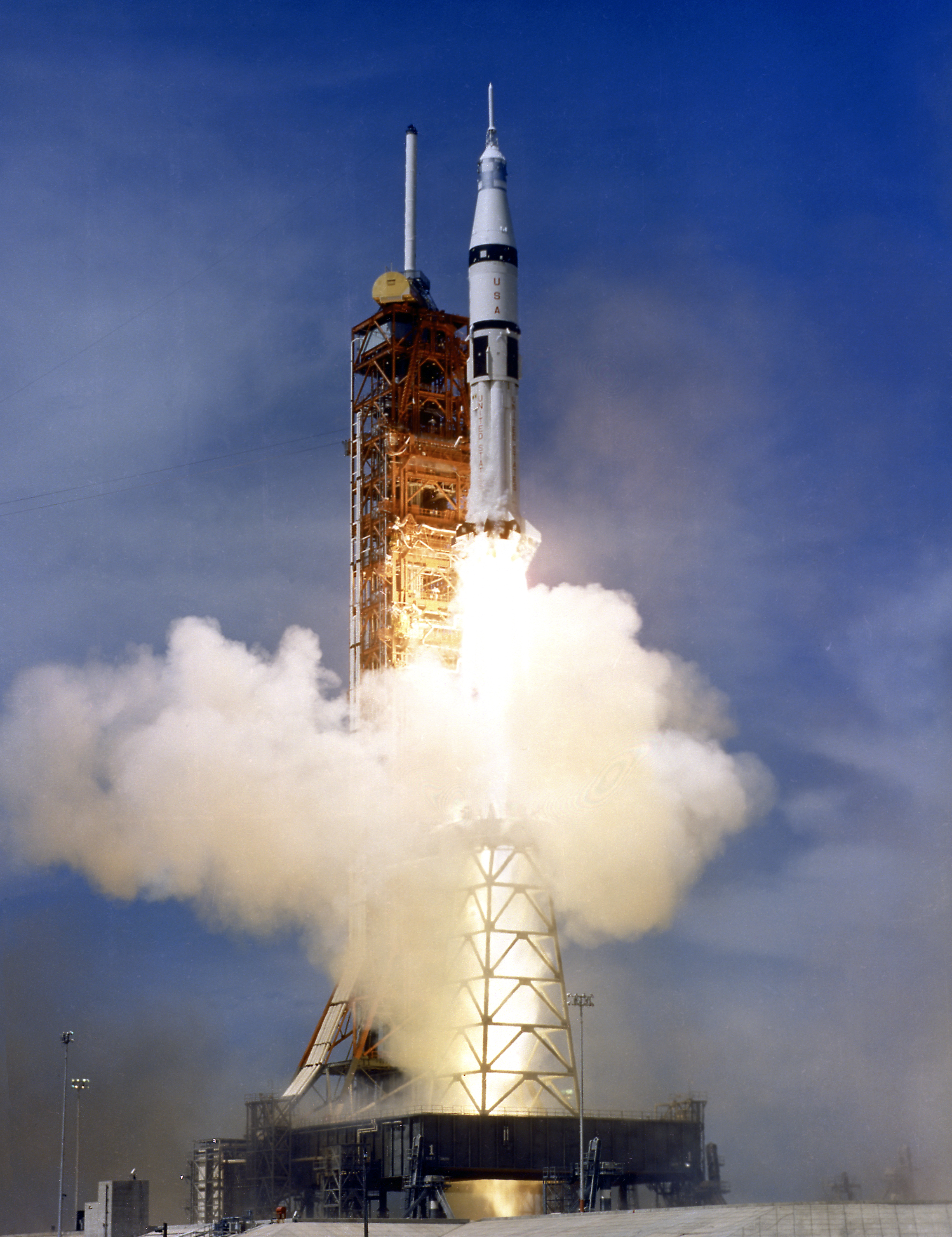
Apollo-Start

Da mit Apollo 17 die letzte Mission zum Mond geflogen wurde, findet sich für das Raumschiff der Apollo-Sojus-Mission gelegentlich die von der NASA offiziell nie vergebene Bezeichnung Apollo 18.
Im Gegensatz zu den meisten anderen Apollo-Missionen hatte das Raumschiff (Seriennummer CSM-111) kein eigenes Rufzeichen. Ursprünglich war dieses Raumschiff für Apollo 15 vorgesehen. Nach der Kürzung des Mondlandeprogramms vergab man im Juli 1971 diese Mission an das für J-Missionen (u. a. Mitführen des Mondrovers) erweiterte Raumschiff CSM-112. Das Exemplar CSM-111 wurde zurückgestellt, bis sich mit dem Apollo-Sojus-Flug eine Mission fand, die dafür geeignet war.
Als Träger diente eine Saturn IB mit der Seriennummer SA-210. Der Start erfolgte von der modifizierten (und durch einen Aufsatz erhöhten) Startplattform LC-39B.
An Bord waren Kommandant Thomas Stafford, der Pilot Vance Brand und der Dockingmodul-Pilot Deke Slayton.
Stafford war zuvor bereits mit Gemini 6, Gemini 9 und Apollo 10 im All. Mit seinem vierten Raumflug zog er nun mit Jim Lovell, John Young und Pete Conrad gleich, die diese Marke bereits früher erreicht hatten.
Brand hatte während des gesamten Apollo-Programms Unterstützungsaufgaben übernommen, so hatte er an einem einwöchigen Dauertest im Apollo-Raumschiff teilgenommen. Zuletzt war er Reservekommandant für die Skylab-Raumstation.
Slayton war bereits Mitglied der ersten Auswahlgruppe der NASA, den Mercury Seven, verlor aber durch Herzrhythmusstörungen kurz vor seinem für 1962 vorgesehenen Raumflug seinen Flugstatus, so dass er nicht wie vorgesehen mit einem Mercury-Raumschiff starten konnte. Er war zwischen 1962 und 1974 als Leiter des Astronautenbüros für die Nominierung der Apollo-Besatzungen verantwortlich. Als er im Jahre 1972 seine Flugtauglichkeit wiedererlangte, nominierte er sich für den letzten Apollo-Flug zunächst selbst als Kommandanten mit Jack Swigert als Piloten und Vance Brand als Piloten des Dockingmoduls. Innerhalb der NASA war dies jedoch nicht durchsetzbar. Er erhielt eine Nominierung als Pilot des Dockingmoduls und kam so als letzter Astronaut der Mercury Seven doch noch zu seinem Raumflug.
Die Ersatzmannschaft bestand aus Alan Bean, Ron Evans und Jack Lousma. Bean und Lousma hatten zuvor im Rahmen der Skylab-3-Mission 59 Tage im Erdorbit verbracht. Evans war als Pilot der Kommandokapsel mit Apollo 17 am Mond. Da die NASA nach diesem Flug eine Pause in der bemannten Raumfahrt einlegen musste, wurden für die Ersatzmannschaft erfahrene Astronauten ausgewählt, die wenig zusätzliche Ausbildung benötigten.
Die Unterstützungsmannschaft bestand aus vier Astronauten, die 1969 von der US-Luftwaffe übernommen worden waren: Karol Bobko, Robert Crippen, Robert Overmyer und Richard Truly. Diese vier arbeiteten seitens der NASA auch als Verbindungssprecher (Capcoms), Overmyer von Moskau aus.
Zwischen der offiziellen Nominierung der Mannschaft Anfang 1973 und dem Start im Juli 1975 lagen knapp zweieinhalb Jahre, das war mit Abstand die längste Vorbereitungszeit einer Apollo-Besatzung.

### Das Dockingmodul
Da das amerikanische und sowjetische Kopplungssystem nicht zueinander passten und die Raumschiffe unterschiedliche Kabinenatmosphären an Bord hatten, konnten Apollo und Sojus nicht direkt koppeln. Beide Seiten benutzten Systeme, bei denen je einem Raumfahrzeug die aktive und bei dem anderen die passive Seite des Kopplungsvorganges schon konstruktiv fest zugewiesen war. Für diesen Einsatz wurde ein Universal-Kopplungssystem entwickelt, bei dem jede der beiden Seiten sowohl die aktive als auch die passive Rolle übernehmen konnte. Die Zentrierung beim Andocken wurde nicht mehr durch einen Andockdorn auf der aktiven und einen dazu passenden Trichter auf der passiven Seite, sondern durch je drei schrägstehende Metallplatten, die zwischen die des Gegenstücks griffen, gewährleistet. Während dieser Universalkopplungsstutzen an der Sojus-Orbitalsektion direkt einbaubar war, war die Modifizierung der Apollo-Kommandoeinheit deutlich aufwändiger. Um die Kommandoeinheit beim letzten geplanten Einsatz nicht völlig umkonstruieren zu müssen, ließ die NASA einen Kopplungsadapter mit dem bisherigen Mondfähren-Kopplungsstutzen auf einer und dem Universalkopplungsstutzen auf der anderen Seite entwickeln. Dieser Adapter fungierte gleichzeitig als Luftschleuse für den Übergang von einer Kabinenatmosphäre auf die andere. Während des Starts war das ASTP-Kopplungsmodul mit einem Durchmesser von 1,40 m und einer Länge von 3,15 m in der Oberstufe der Saturn IB-Rakete verstaut. In der Erdumlaufbahn zog die Apollo dann den Adapter wie die Mondfähre bei den vorangegangenen Mondmissionen aus der Verkleidung. Der Dockingadapter befand sich damit an der Spitze der Apollo-Kommandokapsel.
Als Atmosphäre an Bord der Apollo wurde reiner Sauerstoff mit einem Druck von 34 % der Erdatmosphäre verwendet. An Bord der Sojus wurde dagegen normale Luft (Stickstoff-Sauerstoff-Gemisch) unter normalem Druck geatmet. Der übliche Druck von 100 % der Erdatmosphäre wurde für diese Mission auf 68 % bei einem erhöhten Sauerstoffanteil reduziert, damit sich beim Umsteigen von einem Raumschiff in das andere die Atmung leichter anpassen konnte. Damit verringerte sich die zu Anfang mit zwei Stunden veranschlagte Umstiegszeit auf nur noch eine Stunde.

## Missionsüberblick

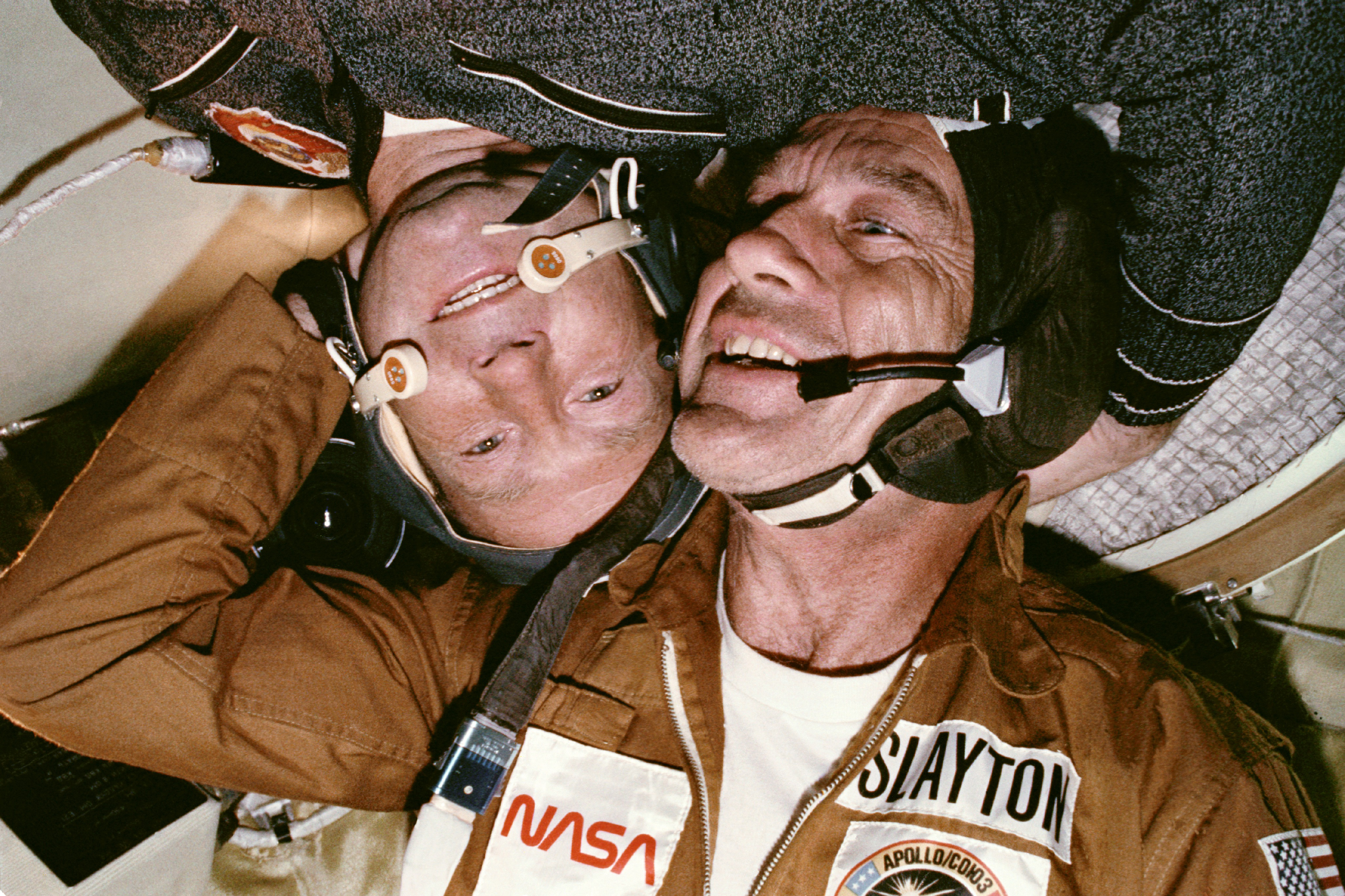
Leonow (links) und Slayton (rechts) in der Sojus (1975)

- Die sowjetische Sojus 19 startete am 15. Juli 1975 vom Kosmodrom Baikonur. Es war der erste sowjetische Raketenstart, der international live im Fernsehen übertragen wurde.
- Genau siebeneinhalb Stunden später startete in Cape Canaveral das Apollo-Raumschiff. Da sich zu dieser Zeit zwei weitere Kosmonauten an Bord der sowjetischen Raumstation Saljut 4 befanden, waren damit sieben Raumfahrer gleichzeitig im All.
- In der Erdumlaufbahn zog das Apollo-Raumschiff das Dockingmodul aus seiner Halterung.
- Einen Sichtkontakt der beiden Raumschiffe gab es am 17. Juli.
- Bei der ersten Kopplung der beiden Raumschiffe am gleichen Tag übernahm Apollo die aktive Rolle.
- Bei mehreren Gelegenheiten wechselten die Raumfahrer in das jeweilig andere Raumschiff. Dabei blieb jedes Raumschiff zu jeder Zeit mit mindestens einem Raumfahrer besetzt.
- Am 17. Juli kam es zum historischen Handschlag zwischen den sowjetischen und US-amerikanischen Raumfahrern in der Erdumlaufbahn.
- Nach 44 Stunden gemeinsamen Fluges trennten sich Apollo und Sojus für eine halbe Stunde. Apollo schob sich vor die Sonne, um für die Sojus-Kosmonauten eine künstliche Sonnenfinsternis zu erzeugen.
- Zweites Docking, dieses Mal war Sojus das aktive Raumschiff. Die Raumfahrer stiegen dabei aber nicht mehr in das andere Raumschiff um.
- Drei Stunden später entkoppelten sich die beiden Raumfahrzeuge endgültig.
- Sojus 19 verließ die Erdumlaufbahn und landete am 21. Juli 1975 in der Wüste von Kasachstan. Die Landung wurde erstmals im Fernsehen übertragen.
- Die Apollo-Landekapsel wasserte am 24. Juli 1975 im Pazifischen Ozean bei 21°52'N und 162°45'W und wurde von der New Orleans geborgen.

## Beinahe-Katastrophe bei der Apollo-Landung
Durch eine Fehlbedienung und eine Verkettung unglücklicher Umstände kam es bei der Landung der letzten Apollo-Landekapsel zu einer für die Astronauten lebensgefährlichen Situation.
Aus einem nicht mehr nachvollziehbaren Grund wurden nach dem Wiedereintritt in die Erdatmosphäre zwei Schalter nicht betätigt, die das automatische Landesystem auslösen sollten. Als in rund sieben Kilometer Höhe die Hilfsbremsfallschirme nicht wie vorgesehen automatisch ausgelöst wurden, nahmen dies die Astronauten manuell vor. Stabilisationsdüsen, die vom Landesystem automatisch hätten deaktiviert werden sollen, zündeten nun, weil die Lage der Landekapsel nicht mehr mit der voreingestellten übereinstimmte. Dadurch kam die Kapsel ins Trudeln. Nach etwa einer halben Minute wurden die Düsen von den Astronauten ausgeschaltet. Während dieser Zeit drangen jedoch unverbrannte Gase durch das Ansaugsystem für Umgebungsluft in die Kapsel ein. Die Hauptfallschirme wurden ebenfalls nicht automatisch ausgelöst und wurden von Brand manuell in einer Höhe von 2700 Metern ausgelöst. Nach der etwas harten Wasserung schwamm die Kapsel kopfüber und Brand musste das Aufrichtsystem manuell betätigen, um sie in eine aufrechte Position zu bringen.
Brand war etwa 40 Sekunden bewusstlos gewesen. Stafford gelang es, ihm eine Sauerstoffmaske überzustülpen. Nachdem sich die Kapsel aufgerichtet hatte und die Luke geöffnet werden konnte, strömte Frischluft herein und die Gase verflüchtigten sich. Die Besatzung musste nach der Bergung noch zwei Wochen zur Beobachtung im Krankenhaus bleiben.
Die geflogene Kommandokapsel CSM-111 befindet sich im California Science Center in Los Angeles. Die Reservekapsel CSM-119 ist im Kennedy Space Center Visitor Complex ausgestellt. Im  National Air and Space Museum in Washington, D.C. sind die gekoppelten Apollo- und Sojus-Raumschiffe ausgestellt. Beim Apollo-Raumschiff handelt es sich um das flugfähige Exemplar CSM-105, das für Vibrations- und Akustik-Tests verwendet wurde. Das Sojus-Raumschiff besteht aus Test-Hardware.

## Die Auswirkungen
Es war der letzte Flug eines Apollo-Raumschiffes und einer Trägerrakete Saturn IB. Gleichzeitig war es bis zur Mission Dragon COTS1 im Jahre 2010 auch das letzte US-amerikanische Raumschiff, das an einem Fallschirm wasserte. Damit schloss aus US-amerikanischer Sicht das ASTP die Ära der bemannten Raumfahrt mit Verlustraketen vorerst bis 2020, SpX-DM2, ab. Es folgte eine Periode von sechs Jahren, in denen es keine bemannten amerikanischen Raumflüge gab, bis 1981 das Space Shuttle seinen Betrieb aufnahm.
Das ASTP blieb eine einmalige Aktion der beiden Weltraummächte USA und UdSSR. Zwanzig Jahre später lief das Shuttle-Mir-Programm an, jedoch war zu diesem Zeitpunkt die UdSSR bereits zusammengebrochen.